# Herrenknecht
Herrenknecht AG — немецкий производитель тоннелепроходческих комплексов, а также других типов землеройно-транспортных машин.

## История компании
В 1975 году Мартин Херренкнехт (нем.) основал свою собственную инжиниринговую компанию. Через два года это уже была компания Herrenknecht GmbH с капиталом 20 млн евро. В 77м году в евро она быть не могла. В 1991 году компания Херренкнехта купила долю в компании Maschinen- und Stahlbau GmbH из Дрездена. После этого, в 1998 году компании объединились, объединённая компания стала акционерным обществом, получив нынешнее название Herrenknecht AG.

## Фотогалерея

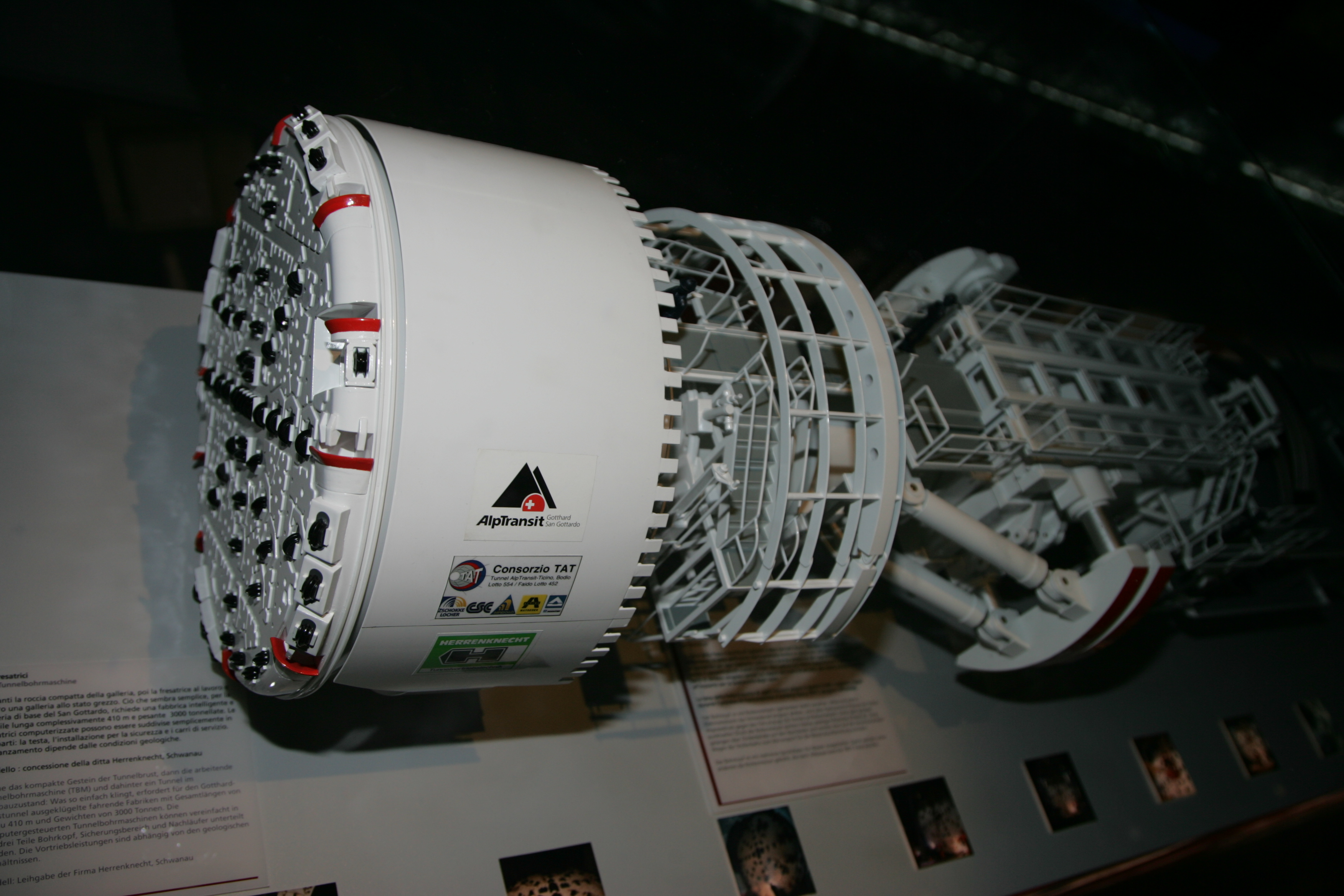
Макет тоннелепроходческого комплекса фирмы Herrenknecht
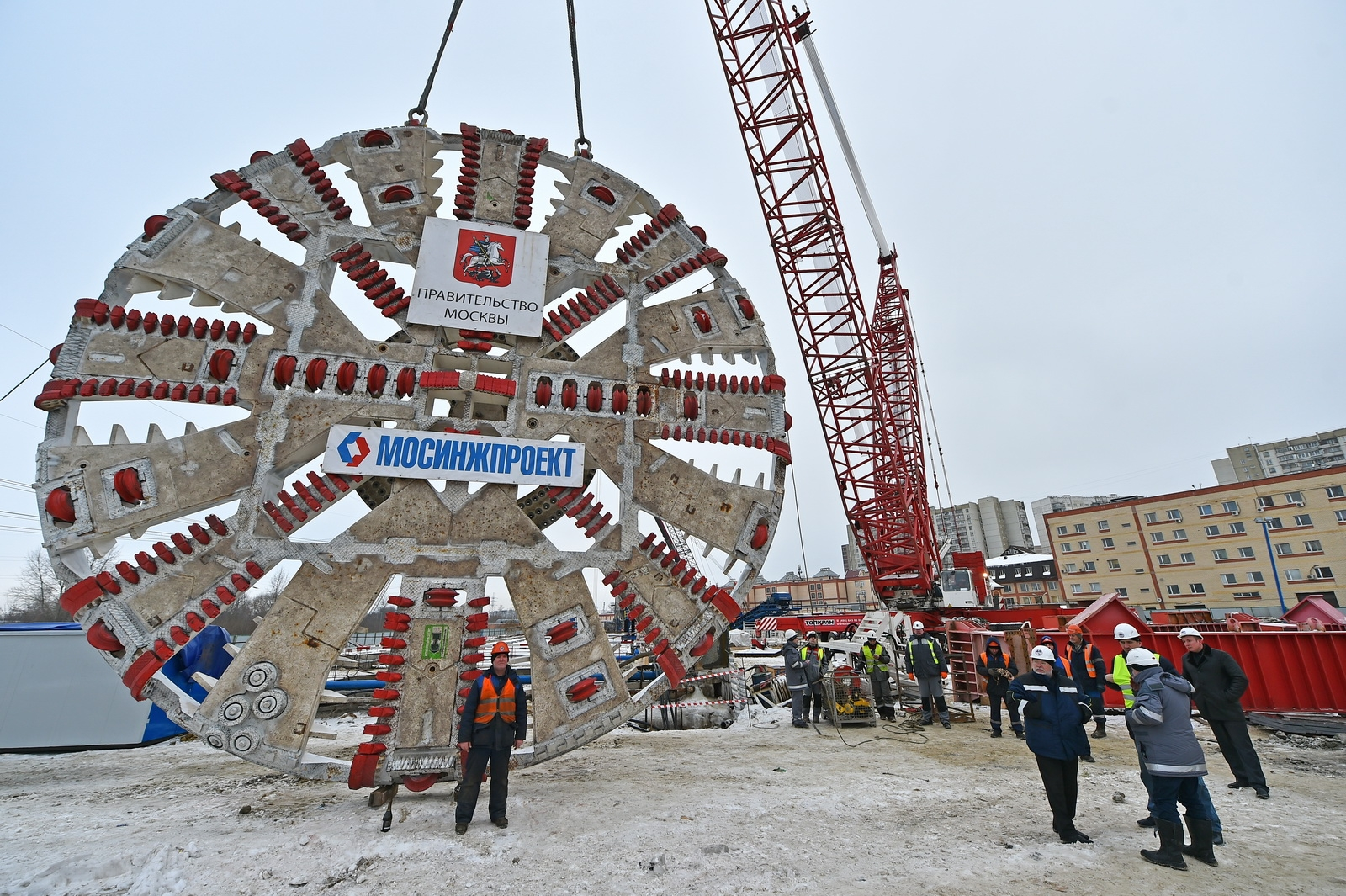
Ротор ТПМК фирмы Herrenknecht на участке строительства Некрасовской линии метро в Москве.